# Všeruby (Domažlicei járás)
Všeruby település Csehországban, a Domažlicei járásban. Všeruby Tlumačov, Nová Ves, Kdyně, Mrákov, Pocinovice, Chudenín, Chodská Lhota, Česká Kubice, Eschlkam, Neukirchen beim Heiligen Blut és Furth im Wald településekkel határos. Lakosainak száma 795 fő (2024. január 1.).

## Népesség
A település lakosságának változását az alábbi diagram mutatja:
| Lakosok száma | 3340 | 2965 | 2893 | 950  | 931  | 796  | 787  | 802  | 744  | 795  |
|               | 1869 | 1900 | 1921 | 1961 | 1980 | 2011 | 2016 | 2019 | 2021 | 2024 |